# Microrégion de Tesouro

Localisation de la microrégion de Tesouro

La microrégion de Tesouro est l'une des quatre microrégions qui subdivisent le sud-est de l'État du Mato Grosso au Brésil.
Elle comporte 9 municipalités qui regroupaient 49 086 habitants en 2006 pour une superficie totale de 27 172 km2.

## Municipalités[1]
- Araguainha
- General Carneiro
- Guiratinga
- Pontal do Araguaia
- Ponte Branca
- Poxoréo
- Ribeirãozinho
- Tesouro
- Torixoréu